# Holländischer Krieg
Devolutionskrieg – Holländischer Krieg – Reunionskrieg – Pfälzischer Erbfolgekrieg – Spanischer Erbfolgekrieg
Solebay – Erste Schooneveld – Zweite Schooneveld – Maastricht – Texel – Bonn – Sinsheim – Seneffe – Enzheim – Türkheim – Erste Stromboli - Sasbach – Konzer Brücke – Zweite Stromboli – Augusta – Palermo – Philippsburg – Maastricht – Valenciennes – Tobago – Cassel – Kokersberg –  Freiburg – Ypern – Rheinfelden – Saint-Denis
Der Holländische Krieg, auch Niederländisch-Französischer Krieg genannt, war ein gesamteuropäischer militärischer Konflikt, der von 1672 (Rampjaar) bis 1678 dauerte. Ausgelöst wurde der Krieg durch einen Angriff des französischen Königs Ludwig XIV. mit seinen Verbündeten (Königreich England, Schweden, das Hochstift Münster und das Hochstift Lüttich) auf die Vereinigten Niederlande. Um eine Hegemonie Frankreichs auf dem europäischen Kontinent zu verhindern, verbündeten sich Spanien und das Heilige Römische Reich mit den Niederlanden. Einige Teilkonflikte dieses Krieges gingen als eigenständige Konflikte in die Geschichte ein, wie der Dritte Englisch-Niederländische Seekrieg (1672–1674) und der Schwedisch-Brandenburgische Krieg (1674–1679). Die für den französischen König günstigen Friedensschlüsse von Nimwegen (1678) und Saint-Germain (1679) beendeten diesen europäischen Krieg.
Der Holländische Krieg gilt als ein expansiver Eroberungskrieg Frankreichs und wurde deshalb in der älteren deutschen Literatur auch oft als (zweiter) Raubkrieg Ludwigs XIV. bezeichnet.

## Vorgeschichte

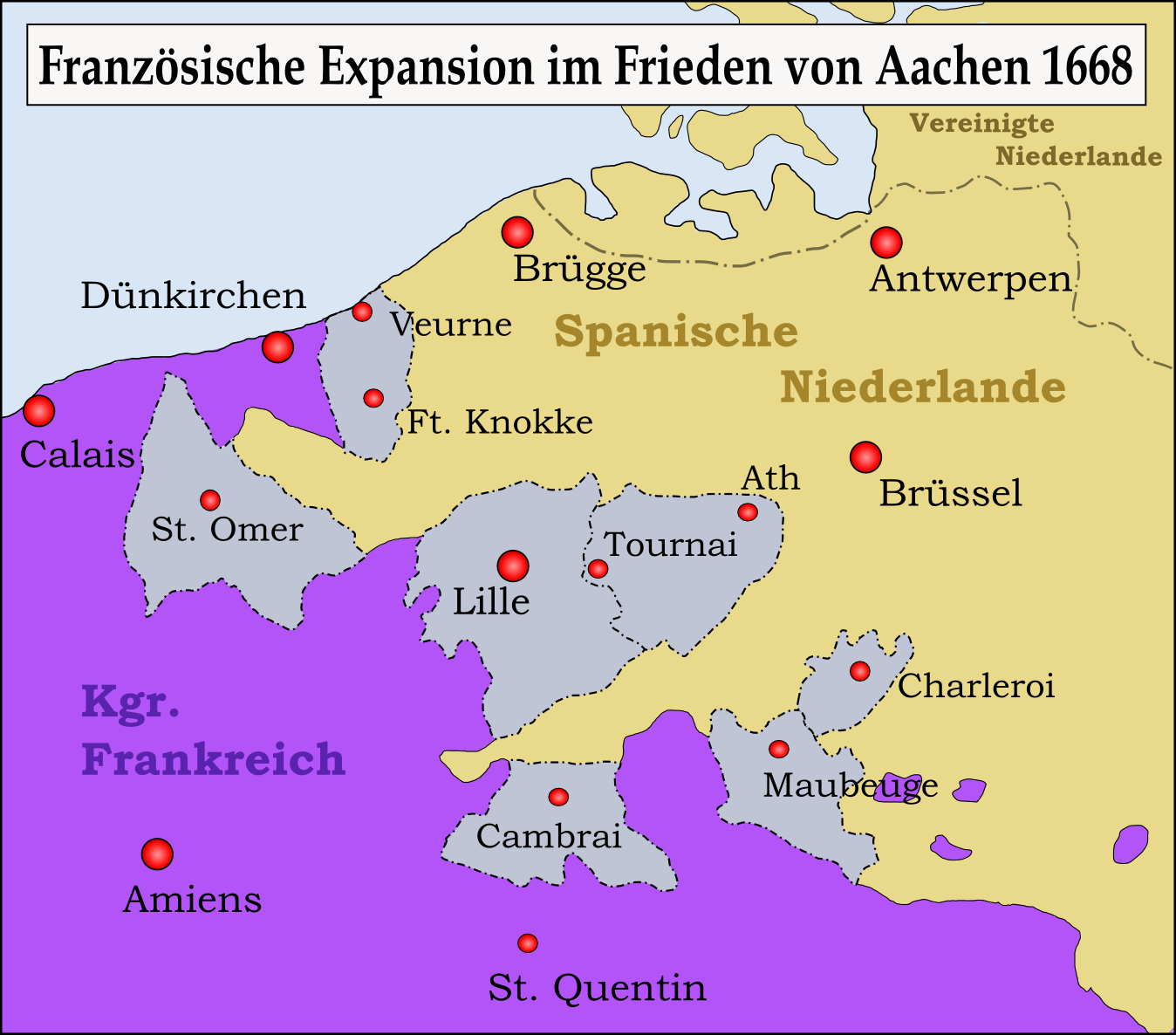
Französische Expansion im Frieden von Aachen im Jahre 1668

Im Jahre 1667/1668 hatte der französische König Ludwig XIV. den sogenannten Devolutionskrieg gegen Spanien geführt, um Teile der Spanischen Niederlande zu erobern. Dabei operierten die französischen Truppen erfolgreich, doch im Januar 1668 hatte sich eine Koalition aus England, Schweden und den Niederlanden, die Tripelallianz, gebildet, die Frankreich mit einer gemeinsamen Kriegserklärung gedroht hatte, falls es den Eroberungszug nicht einstellte. König Ludwig XIV. hatte daraufhin am 2. Mai 1668 widerwillig den Frieden von Aachen unterzeichnen müssen. Da der französische König vor allem die Vereinigten Niederlande für das Zustandekommen der Tripelallianz verantwortlich machte und sich persönlich von dem ehemaligen Verbündeten betrogen fühlte, richtete sich seine Politik in den folgenden Jahren vor allem gegen dieses Land. Doch zunächst war Frankreich im Ergebnis des Devolutionskrieges außenpolitisch isoliert. Diese Isolation zu überwinden und gegen die Vereinigten Niederlande vorzugehen, war fortan das vorrangige Ziel der französischen Diplomatie.

## Diplomatische Kriegsvorbereitungen

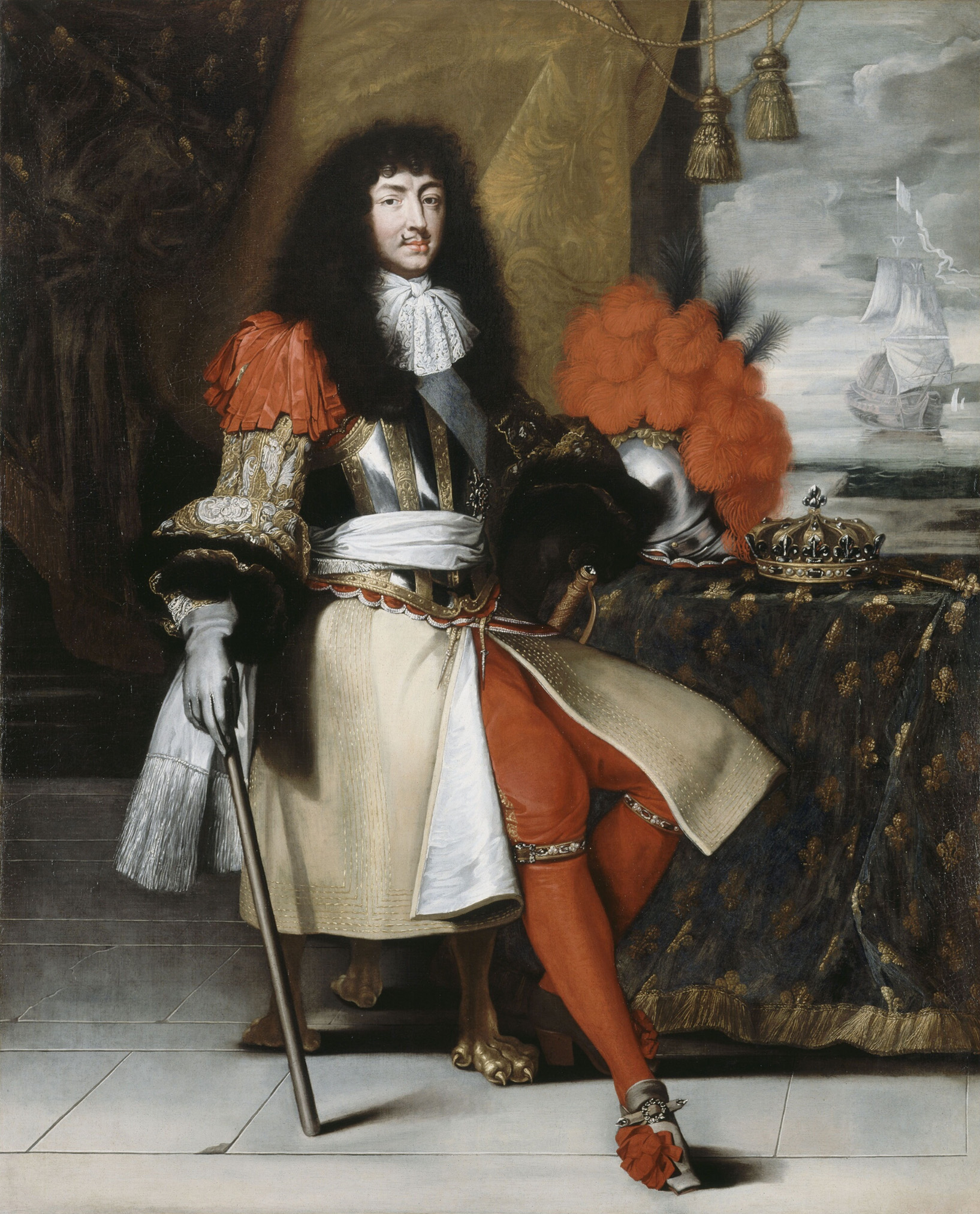
König Ludwig XIV. von Frankreich, Porträt von 1672

Für die politische Situation Europas waren zu diesem Zeitpunkt vor allem zwei Konfliktlinien bedeutend. Zwischen dem Königreich England und den Vereinigten Niederlanden herrschte ein tiefer wirtschaftlicher Interessengegensatz. Beide Staaten hatten deshalb zwischen 1652 und 1668 bereits zwei Kriege gegeneinander geführt. Der Frieden von Breda stellte daher lediglich einen praktischen Waffenstillstand dar. Beide Mächte konkurrierten auch im Ostseeraum miteinander, in dem wiederum die Königreiche Dänemark und Schweden um die Vorherrschaft stritten. Dabei stand Dänemark traditionell den Niederlanden nahe, während sich Schweden an England anlehnte. Unter diesen Bedingungen war es natürlich, dass die Diplomaten Ludwigs XIV. sich in erster Linie an England und Schweden wandten. Ergebnis dieser Bemühungen war der am 1. Juni 1670 abgeschlossene geheime Vertrag von Dover zwischen dem „Sonnenkönig“ und König Karl II. von England (1630–1685), in welchem neben anderen Aspekten auch ein gemeinsames Vorgehen gegen den unliebsamen Konkurrenten, die Niederlande, vereinbart wurde. Karl II. erhielt jährlich 2.000.000 livres (ca. 166.000 Pfund) an Subsidien (im Kriegsfall sogar 3.000.000 livres) und im Falle eines Sieges sollte das englische Königreich die Insel Walcheren erhalten. Auch Schweden, das sich davon Vorteile gegenüber Dänemark versprach, schloss sich kurz darauf dem Abkommen an und erhielt von Frankreich im Gegenzug dringend benötigte Subsidien zugesichert. Damit war die außenpolitische Isolation Frankreichs überwunden und die Tripelallianz, die den ersten Eroberungszug Ludwigs XIV. gestoppt hatte, aufgelöst.

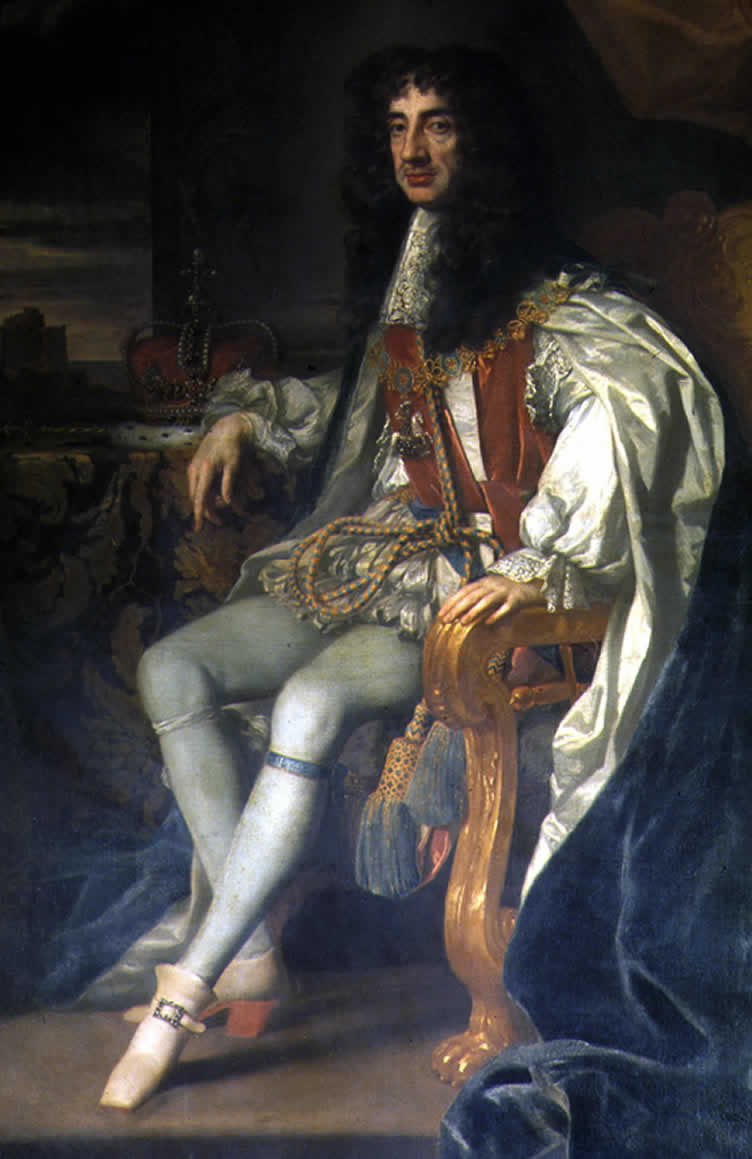
König Karl II. von England, Porträt von John Michael Wright (1617–1700)

In einem weiteren Schritt wurde nun versucht, die Vereinigten Niederlande außenpolitisch zu isolieren, damit kein potentieller Verbündeter ihnen bei einem französischen Angriff beispringen würde. Mit dem Kurfürsten von Brandenburg bestand bereits seit 1669 ein Bündnis (Frankreich unterstützte darin die preußischen Ansprüche auf Schlesien) und im Winter 1670 wurde ein weiteres mit dem Kurfürstentum Bayern abgeschlossen, in dem wiederum Ansprüche auf österreichische Territorien von Ludwig XIV. unterstützt wurden. Nachdem Ludwig XIV. die beiden größten Staaten im Heiligen Römischen Reich auf seiner Seite wusste, ließ er im April 1670 das Herzogtum Lothringen besetzen. Herzog Karl IV. (1604–1675) hatte im letzten Krieg der Tripelallianz seine Unterstützung angeboten und stellte damit einen potentiellen Gegner Frankreichs dar. Ein französisches Heer unter dem Maréchal de Créquy (1624–1687) vertrieb den Herzog und eroberte innerhalb kurzer Zeit dessen Festungen. Obwohl der Krieg in dieser günstigen außenpolitischen Situation ursprünglich für 1671 vorgesehen war, nutzte Ludwig XIV. dieses Jahr für eine weitere Absicherung seiner Pläne. Es schien erforderlich, Kaiser Leopold I. (1640–1705) zu gewinnen. Schon im Januar 1668 hatten sich Frankreich und das Erzherzogtum Österreich einander angenähert, als sie einen geheimen Teilungsvertrag über die spanische Monarchie ausgearbeitet hatten (der Vertrag wurde jedoch nie ratifiziert). Tatsächlich verpflichtete sich der Kaiser am 1. November 1671 in einem weiteren Geheimabkommen dazu, im Falle eines Krieges nur dann einzugreifen, wenn deutsche oder spanische Interessen direkt betroffen würden. Leopold I. stand ohne Bayern und Brandenburg keine Unterstützung in einem Krieg zur Verfügung und ein Aufstand in Ungarn erforderte es, die Truppen eher in den Erblanden zu belassen. Außerdem hoffte Leopold I., auf diese Weise die Ausbreitung eines Konfliktes zu einem gesamteuropäischen Krieg verhindern zu können. Doch es gab zwei weitere Staaten, die ein direktes territoriales Interesse gegenüber den Vereinigten Niederlanden besaßen. Maximilian Heinrich von Köln (1621–1688), der Erzbischof und Kurfürst von Köln, und Christoph Bernhard von Galen (1606–1678), der Bischof von Münster, schlossen sich dem anti-niederländischen Bündnis am 4. Januar 1672 an, nachdem sie bereits zuvor (11. Januar 1671) ihre Neutralität verkündet hatten, um somit selbst vom französischen Angriff zu profitieren. Damit stand einem Angriff auf die Vereinigten Niederlande, die ohne einen Verbündeten standen, im Frühjahr 1672 nichts mehr im Wege.

## Der Kriegsverlauf

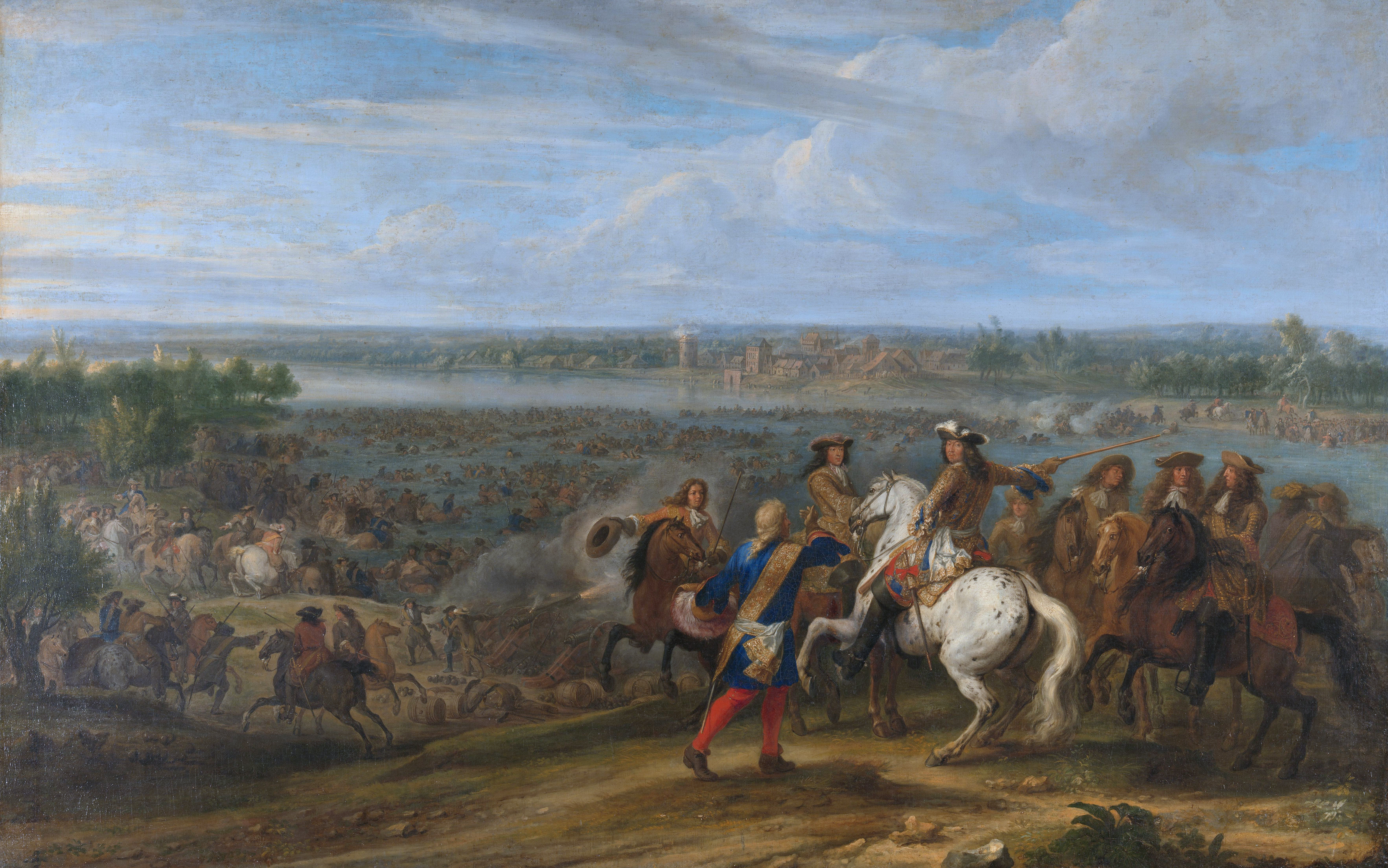
Ludwig XIV. überquert am 12. Juni 1672 den Rhein bei Lobith, Gemälde von Adam Frans van der Meulen, 1690

Im März 1672 erklärten Frankreich und England den Niederlanden den Krieg. Ebenfalls verbündet mit Frankreich waren der Fürstbischof von Münster und der Erzbischof von Köln. Die Franzosen drangen beinahe ungehindert über Lüttich und Kleve nach Gelderland vor und nahmen Utrecht ein. Der am Anfang des Krieges als Kapitein-generaal eingesetzte Wilhelm III. von Oranien konnte eine vollständige Niederlage nur verhindern, indem er gezielt Schleusen und Dämme öffnen ließ, um so das Land zu überfluten und den Vormarsch der Franzosen zu stoppen. Ein Großteil der Bewohner wurde hinter die so gebildete Holländische Wasserlinie evakuiert. Im Juli wurde Wilhelm zum Statthalter der verbleibenden Provinzen Holland und Zeeland ernannt. Ungeklärt ist seine Rolle bei der Ermordung der Brüder Johan und Cornelis de Witt im August 1672. Im selben Monat konnten die Niederländer in Groningen einen Sieg über die Truppen des Bischofs von Münster erringen (Gronings Ontzet). Zudem gelang es ihnen im Dezember 1672, die zeitweise von Münsterschen Truppen eingenommene Festung Coevorden zurückzugewinnen.
Nachdem französische Versuche, die Wasserlinie zu überwinden, fehlgeschlagen waren, wandte sich Ludwig anderen Zielen zu und belagerte 1673 die Festung Maastricht, die am 26. Juni an die Franzosen fiel. Hierdurch wurden Spanien und Österreich auf den Plan gerufen, die nun einen französischen Angriff auf die Spanischen Niederlande befürchteten. Damit weitete sich der Reichskrieg auf große Teile Europas aus. Ludwig sandte seine zwei fähigsten Feldherren, Turenne und Condé, an den Mittelrhein und in das Elsass, um die kaiserlichen Truppen aufzuhalten.
England zog sich nach mehreren Niederlagen zur See mit dem Frieden von Westminster mit den Niederlanden Anfang 1674 aus dem Krieg zurück. Der niederländisch-österreichisch-spanischen Koalition schloss sich auch Friedrich Wilhelm von Brandenburg an. Die Abwesenheit der brandenburgischen Armee nutzte Schweden Ende 1674 für einen Einfall in der Mark Brandenburg (Schwedeneinfall 1674/1675), hieraus entstand der Schwedisch-Brandenburgische Krieg, in dem sich Brandenburg mit Dänemark verbündete (Schonischer Krieg). Der Bischof von Münster Christoph Bernhard von Galen stellte sich ebenfalls auf die Seite der Koalition und nahm mit seinem Heer unter anderem am Bremen-Verdener Feldzug teil.

## Die Friedensschlüsse
Erste Verhandlungen zwischen Bevollmächtigten der Könige von Spanien, England und Schweden und dem Kölner Erzbischof Maximilian Heinrich von Bayern über die Beilegung des Krieges fanden ab 28. Juni 1673 im Kölner Karmeliterkloster auf der Severinstraße statt. Sie wurden am 16. April 1674 ergebnislos durch die Abreise der französischen Delegierten abgebrochen.
Da die alliierten Streitkräfte denen des französischen Königs unterlegen waren, wurde 1678 der Friedensvertrag von Nimwegen, eine Vielzahl einzelner Friedensverträge zwischen den beteiligten Staaten, geschlossen. Das Vertragswerk trat im Jahr 1679 in Kraft. Frankreich ging aus diesem Krieg als Sieger hervor und konnte den Großteil seiner Eroberungen behalten, musste aber den Norden der besetzten Spanischen Niederlande wieder zurückgeben. Die Niederlande gelobten Neutralität für die Rückgabe ihrer Territorien. Frankreich erhielt von Spanien die Freigrafschaft Burgund, tauschte einige flämische Städte und erhielt Freiburg aus österreichischem Besitz. Brandenburg, das zunächst diesem als unvorteilhaft angesehenen Vertrag nicht beitreten wollte, musste schließlich 1679 im Frieden von Saint-Germain einlenken und einen Großteil seiner Eroberungen zurückgeben.

## Chronologische Liste der wichtigsten Ereignisse
- 1672 – Seeschlacht von Solebay (7. Juni – Englisch-Niederländischer Krieg (1672–1674))
- 1673 – Erste Seeschlacht von Schooneveld (7. Juni – Englisch-Niederländischer Krieg (1672–1674))
- 1673 – Zweite Seeschlacht von Schooneveld (14. Juni – Englisch-Niederländischer Krieg (1672–1674))
- 1673 – Belagerung von Maastricht (13. Juni – 26. Juni)
- 1673 – Seeschlacht vor Texel (21. August – Englisch-Niederländischer Krieg (1672–1674))
- 1673 – Belagerung von Bonn (Ende Oktober – 15. November)
- 1673 – Belagerung von Werl
- 1673 – Schlacht bei Heringen
- 1674 – Friede von Westminster (1674) (19. Februar)
- 1674 – Schlacht bei Sinsheim (oder Sinzheim) (16. Juni)
- 1674 – Schlacht bei Ladenburg (7. Juli)
- 1674 – Schlacht bei Seneffe (11. August)
- 1674 – Schlacht bei Enzheim (4. Oktober)
- 1674 – Schlacht bei Mülhausen (unter Mühlhausen) (29. Dezember)
- 1675 – Schlacht bei Türkheim (5. Januar)
- 1675 – Schlacht bei Fehrbellin (28. Juni – Nordischer Krieg (1674–1679))
- 1675 – Schlacht bei Sasbach (27. Juli)
- 1675 – Schlacht an der Konzer Brücke (11. August)
- 1676 – Seeschlacht bei Stromboli (8. Januar)
- 1676 – Schlacht von Messina (25. März)
- 1676 – Seeschlacht bei Augusta (22. April)
- 1676 – Belagerung von Philippsburg (1. Mai)
- 1676 – Schlacht bei Jasmund (25. Mai – Nordischer Krieg (1674–1679))
- 1676 – Schlacht von Öland (11. Juni – Nordischer Krieg (1674–1679))
- 1676 – Seeschlacht vor Palermo (2. Juni)
- 1676 – Schlacht bei Halmstad (17. August – Nordischer Krieg (1674–1679))
- 1676 – Schlacht bei Lund (4. Dezember – Nordischer Krieg (1674–1679))
- 1677 – Belagerung von Valenciennes (28. Februar – 17. März)
- 1677 – Belagerung von Cambrai (28. März – 17. April)
- 1677 – Schlacht bei Cassel (11. April)
- 1677 – Schlacht von Køge Bucht (1. Juli – Nordischer Krieg (1674–1679))
- 1677 – Schlacht bei Landskrona (24. Juli – Nordischer Krieg (1674–1679))
- 1677 – Gefecht bei Kokersberg (7. Oktober)
- 1677 – Belagerung von Freiburg (9. November – 16. November)
- 1678 – Belagerung von Offenburg
- 1678 – Belagerung von Ypern (18. März – 25. März)
- 1678 – Schlacht bei Rheinfelden (6. Juli)
- 1678 – Schlacht bei Gengenbach (23. Juli)
- 1678 – Schlacht bei Saint-Denis (1678) (14. August)